# Horst Sander
Horst Albin Ludwig Sander (* 8. Februar 1904 in Leipzig; † 3. Februar 1945 in Dijon, Frankreich) war ein deutscher Musikverleger und Kulturfunktionär.

## Leben und Wirken
Sander war der Sohn des Leipziger Musikverlegers Martin Sander (1859–1930) vom F. E. C. Leuckart Verlag und trat beruflich in die Fußstapfen seines Vaters, dessen Verlag er 1930 übernahm. 1932 trat er in die NSDAP ein. Joseph Goebbels ernannt ihn als Leiter des Deutschen Musikalischen Vereins am 15. November 1935 zum Mitglied des Reichskultursenats. 1941 erwarb er im Zuge einer „Arisierung“ den Musikverlag Ernst Eulenburg. Er starb 1945 in Kriegsgefangenschaft.